# Prévôté de la cathédrale de Mayence

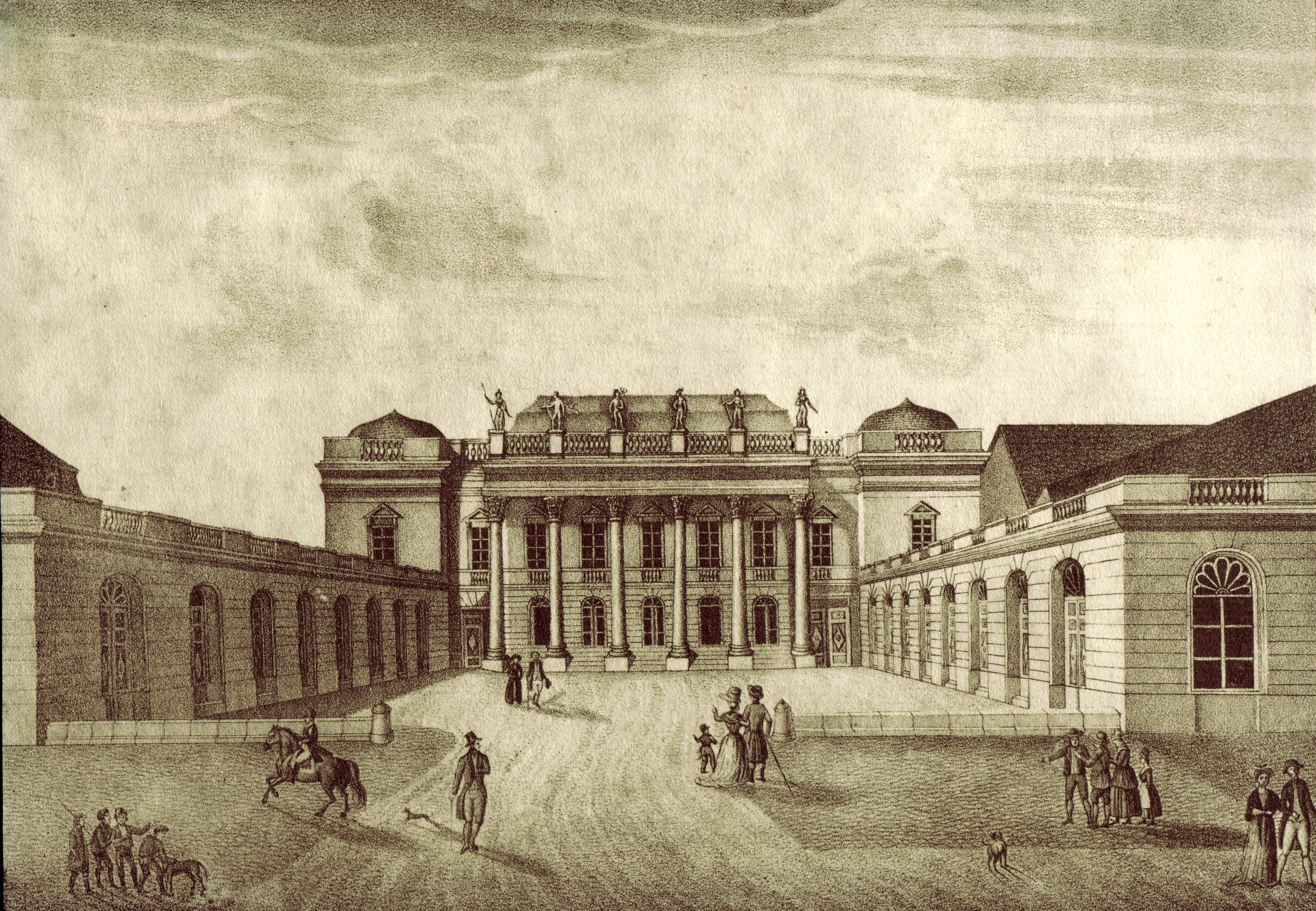
Prévôté du cathédrale de Mayence

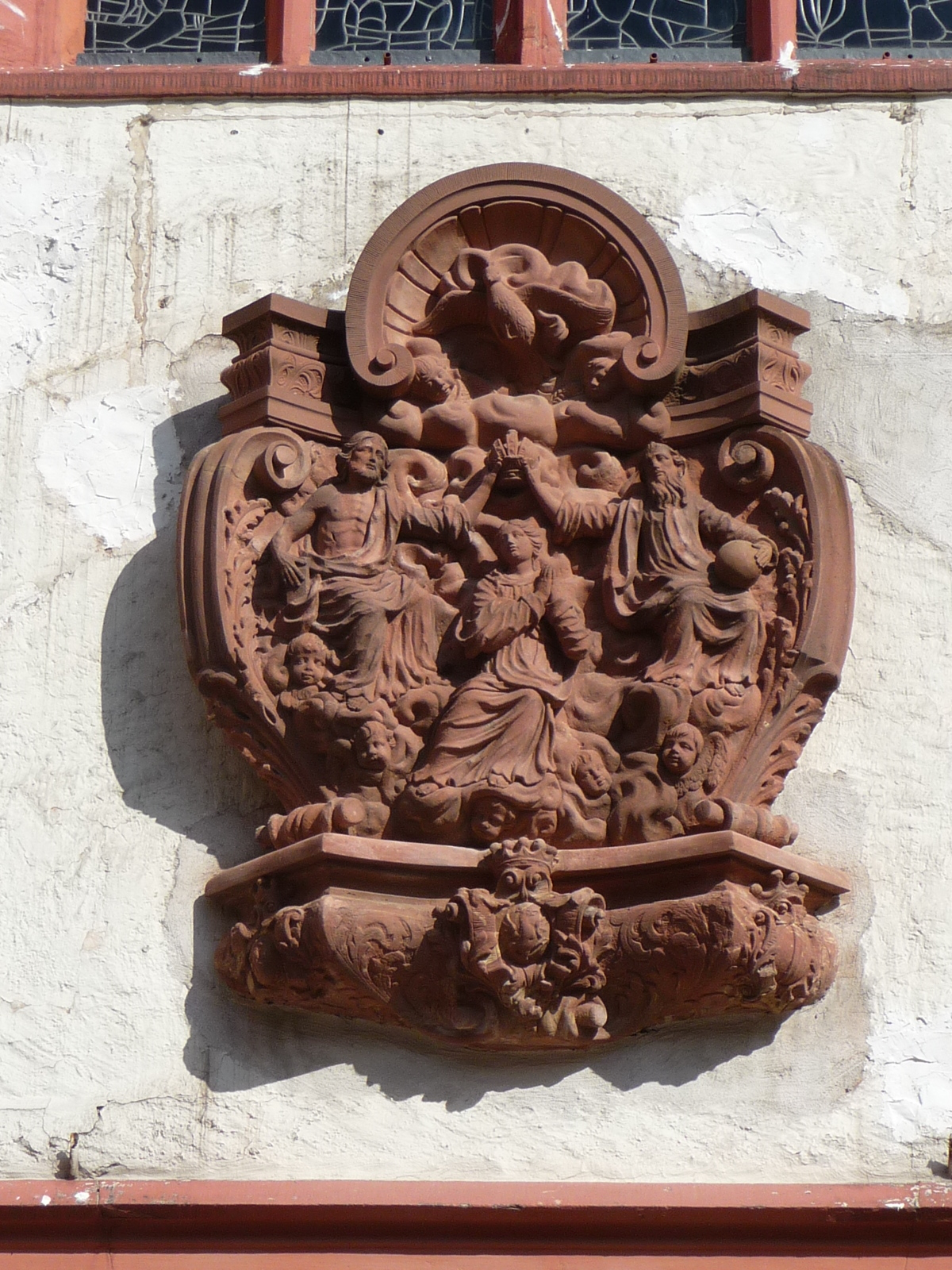
Bas-relief du Couronnement de la Vierge sur l'entrée principale de l'église des Carmes de Mayence. Récupéré à l'origine comme ornement à la prévôté du cathédrale de 1738, après sa destruction en 1793, et réintégré 1924 dans l'église des Carmes.

La prévôté de la cathédrale de Mayence était un bâtiment de l'architecte lorrain François-Ignace Mangin (1742-1807), érigé pour le comte von der Leyen, prévôt du chapitre de Mayence.
Alexandre-Louis-Bertrand Robineau le décrit en ces termes en 1791 :

« Ce bâtiment est unique dans son genre; c'est le Comte de Van der Leyen, actuellement Prévôt, qui l'a fait bâtir à grands frais, mais en partie des contributions volontaires du Chapitre. Ce bâtiment présente tout ce qui peut charmer l'œil, qui se promène longtems agréablement sur l'ensemble avant de s'arrêter sur aucune partie séparée; cependant, il faut l'avouer, ce palais n'a pu se concilier l'approbation générale; mais en existe-il un seul dans l'univers qui n'ait pas été exposé à la critique, & ce qui plait quelquefois au véritable connaisseur, est justement ce qui déplait à l'amateur tranchant. La beauté, dit-on, n'est qu'une, & a ses règles invariables; mais qui peut dire: voilà le terme où l'art doit s'arrêter? Combien de chefs-d'œuvre perdus, si l'on eût ainsi brisé les ailes du génie; c'est en tentant de nouvelles formes, qu'on crée de nouvelles beautés, et n'est il pas heureux que de tems en tems les Princes & les hommes riches aient de nouvelles fantaisies pour animer & développer les talens des artistes, qui, sans ces heureux essais, resteraient tous au même point. »

Louis Réau le décrit en L'Art Français sur le Rhin au XVIIIe siècle, Paris, 1908

« C'est dommage que la Prévôté soit cachée dans un coin de la ville; combien ce bâtiment superbe eût gagné pour l'extérieur, si on l'eût élevé dans une place plus libre, plus régulière & surtout plus élevée. Il est vrai que c'est une surprise bien agréable pour un étranger au sortir de ces rues tortueuses & étroites, de se voir tout-à-coup aux pieds de ce palais, sans s'y être attendu. La façade principale présente six colonnes de l'ordre corinthien, qui supportent une large galerie découverte, & chaque colonne porte en outre une statue colosîaîe, supérieurement exécutée par le Sculpteur Pfaff: ce corps de bâtiment a deux ailes latérales moins exhaussées, également terminées en terrasses à l'italienne, & supportées de chaque côté par 5 superbes arcades, ce qui forme devant tout le palais une très belle avant-cour fermée par un treillis très solide quoique travaillé avec délicatesse. Le vestibule qui sert d'antichambre aux valets, est très vaste, & l'on y remarque un trait de génie de l'Architecte, qui pour n'en pas gâter la régularité, a eu l'adresse de cacher les poêles dans l'intérieur même des colonnes.
De ce vestibule on monte un escalier large, bien éclairé & très commode, qui se divise au premier étage en deux corps, & conduit d'un côté dans le superbe salon, de l'autre, dans les appartements adjacents; on ne peut voir sans satisfaction l'ordre qui règne par-tout & l'agréable distribution des appartements ; partout on y rencontre la propreté hollandaise, partout l'art & le goût s'y trouvent réunis.
L'or dont tous les ornements sont couverts, donne le plus grand éclat au falot dont 36 colonnes soutiennent le plafond. Entre chaque couple de colonnes est ou un génie doré, de quatre pieds de haut, qui porte un guéridon chargé d'un lustre, ou de superbes fauteuils de bois d'acajou supérieurement travaillés, ornés de bronzes dorés, & garnis de riches couffins.
De ce superbe salon, on passe dans un plus petit destiné à prendre le café, & ensuite dans la salle à manger ordinaire, qui est simple mais pourtant belle; elle est ornée d'un plafond peint par J. Zick, représentant les plaisirs des Dieux dans les sept planètes. Au lieu de tapisserie, sont quatre grands tableaux très bien peints par un Français dans le goût de Tischbein; on désirerait cependant que les sujets soient mieux choisis & plus analogues à une l'aile à manger ; en général ils sont trilles & peu agréables. Le premier représente Jupiter punissant Junon ; le second, la chute de Phaéton; le troisième, le déluge, & le quatrième, les Titans vaincus.
Plusieurs pièces qui se répondent toutes, donnent à cet appartement la plus grande commodité ; elles reçoivent la lumière de haut, & c'est un des reproches que l'on a fait à l'Architecte. Il faut l'avouer, ces chambres, au premier coup d'œil, éclairées toutes de cette manière, présentent un aspect trop monotone, & par cela même peu agréable : j'aurais de la peine à demeurer toujours dans un endroit aussi triste; d'ailleurs, cette manière de recevoir le jour a une grande incommodité lorsqu'il neige beaucoup & longtemps.
Cependant cette manière de tirer les jours d'en haut ne doit pas être entièrement rejetée, & on peut l'employer avec avantage pour les cabinets d'étude, les bibliothèques, & surtout les galeries de tableaux.
Dans une de ces chambres, je remarquai un tableau du vieux Franck, très bien conservé, représentant J. C. montant le calvaire ; il y a beaucoup d’expression dans la multitude du peuple; il a rendu avec une grande vérité la cruauté des soldats, la tristesse des femmes & la noble douceur du Sauveur; ce tableau me rappelant un des plus grands mystères de la religion, j'avais de la peine à m'en éloigner, tant le peintre avait su répandre de vérité sur son ouvrage.

Dans l’aile gauche qui, par la richesse & l'élégance des appartements, ne le cède en rien au corps principal du bâtiment, je vis encore deux tableaux qui par leur beauté méritent que j'en fasse mention ; l'un est de Pierre de Cortone, également connu sous le nom de Beretini, dont l'invention & l'exécution sont également agréables ; M. le Prévôt l'acheta quelques louis dans une vente publique, quoiqu'il s'y trouvât des connaisseurs, mais aucun d'eux ne devina sa beauté sous l’épaisse poussière qui la cachait. Le Prévôt l'ayant fait nettoyer avec soin, on lui en a déjà offert 3000 florins, mais ce serait dommage qu'on le déplaçât. L'autre est de Lazarini, & de la même grandeur ; il représente la création de nos premiers parents : on voit sur le visage d'Adam la reconnaissance & les grâces qu'il rend au créateur placé dans les nues, pour la belle compagne qu'il vient d'en recevoir. Les figures ont tant de vérité, qu'elles semblent sortir de la toile; elles sont pleines de vie; je ne quittai ce superbe édifice qu'avec regret, & en souhaitant à son heureux possesseur d'en jouir encore longtemps & de voir reculer l'instant terrible où il faudra quitter de si douces jouissances. »

La prévôté du cathédrale comme siège de Custine, fut détruite par les troupes prussiens par un incendie pendant la nuit du 29-30 juin 1793.